# Малгожата Мановска
Малгожа̀та Мано̀вска (на полски: Małgorzata Manowska) е полска юристка, съдия, доктор на правните науки, професор във Варшавския и Лазарския университет, от 2020 година първи председател на Върховния съд и председател на Държавния трибунал.

## Биография
Малгожата Мановска е родена на 22 септември 1964 година във Варшава. През 1992 година завършва право във Варшавския университет. Там в 2001 година защитата дикторска дисертация. През 2004 година е избрана за съдия в Апелационния съд във Варшава. От 2013 година е преподавател в Лазарския университет. Три години по-късно става директор на Националното училище по съдебна власт и прокуратура в Краков.
През 2018 година Мановска е избрана за съдия във Върховния съд. На 26 май 2020 година приема номинацията на президента Анджей Дуда да заеме поста първи председател на Върховния съд.

## Научни трудове
- Postępowanie uproszczone w procesie cywilnym (2001)
- Postępowanie nakazowe i upominawcze (2001)
- Postępowania odrębne w procesie cywilnym (2003)
- Postępowanie sądowe w sprawach gospodarczych (2007)
- Wznowienie postępowania w procesie cywilnym (2008)
- Wznowienie postępowania cywilnego (2013)
- Ustanie małżeństwa (2014)
- Spojrzenie na zasadę kontradyktoryjności w procesie cywilnym na tle nowelizacji Kodeksu postępowania cywilnego(2014)
- Postępowanie cywilne. Kazusy (2014)
- Apelacja w postępowaniu cywilnym (2016)
- Koszty procesu i koszty sądowe w postepowaniu cywilnym (2017) – в съавторство с А. Рафалска